# Microtus gerbei
El topillo pirenaico (Microtus gerbei) es una especie de roedor de la familia Cricetidae. Con anterioridad se incluía en el género Pitymys, actualmente considerado un subgénero.

## Descripción
Es un arvicolino de pequeño tamaño, de 94 a 104 mm, con el cuerpo alargado y las extremidades y cola pequeñas. Tiene el hocico corto y romo, los ojos relativamente pequeños, en comparación con los restantes Microtus, que no pertenecen al subgénero Terricola, las orejas son también pequeñas y están inmersas en el pelaje, más que en el Microtus duodecimcostatus. Estas características denotan su adaptación a la vida subterránea y naturaleza cavadora.

## Distribución
Especie bastante restringida y acotada a zonas sin influencia mediterránea, de los países donde habita (norte de la península ibérica y centro y suroeste de Francia. En España ocupa una estrecha franja noroccidental que se extiende desde el Pirineo gerundense hasta Cantabria.

## Hábitat
Esta especie necesita ambientes montanos y subalpinos, no estando limitada por la altitud o la latitud, sino más bien por factores climáticos. No se le suele encontrar por encima de la isoterma anual de 15º o 16°C y con una pluviosidad superior a los 1000 mm anuales. Habita preferentemente en claros forestales y linderos de bosques con prados subalpinos o de siega.

## Depredación
Suelen ser depredados por carnívoros de pequeño y mediano tamaño, generalmente de hábitos forestales. En su distribución más meridional, la lechuza común (Tyto alba) es el depredador más frecuente de esta especie.